# Енгелберт III (Спанхайм)
Енгелберт III (на немски: Engelbert III), * пр. 1124, † 6 октомври 1173) от род Спанхайми, е маркграф на Истрия (1124 – 1171), маркграф на Тусция (1135 – 1136) и граф на Графство Крайбург-Марквартщайн (1124 – 1173).

## Биография
Той е вторият син на херцог Енгелберт († 1141) и Ута от Пасау (* 1085, † 9 февруари 1150), дъщеря на граф Улрих фон Пасау († 1099).
Баща му през 1124 г. му дава Марка Истрия и баварското Графство Крайбург – Марквартщайн в Горна Бавария.
През 1135 г. Енгелберт участва в синода в Пиза като пратеник на император Лотар III. Там папа Инокентий II му дава маркграфство Тусция. През средата на 1136 г. маркграфството Тусция е дадено на Хайнрих Горди.
През 1156 г. Енгелберт участва в имперското събрание в Регенсбург заедно с братята си херцог Хайнрих V и епископ Хартвиг от Регенсбург (1155 – 1164), като свидетел в документ на император Фридрих I Барбароса, в който тогавашното Маркграфство Австрия е издигнато на самостоятелно херцогство.
Маркграф Енгелберт III е женен от 1140 г. за Матилда († 1165), дъщеря на граф Беренгар I фон Зулцбах. Те нямат деца. Съпругата му е сестра на Гертруда (съпруга на крал Конрад III) и на Берта (съпруга на византийския император Мануил I Комнин).
Енгелберт III умира бездетен през 1173 г. Брат му Рапото I фон Ортенбург получава Графство Крайбург. Императорът дава маркграфство Истрия на граф Бертхолд III фон Андекс.